# Marguerite Harl
Marguerite Harl, née le 3 avril 1919 à Dax (Landes) et morte le 30 août 2020 à Paris, est une helléniste et universitaire française. Spécialiste de la Septante et auteure d'une édition de référence de ce texte, elle est professeure à l'université Paris-IV jusqu'en 1986.

## Biographie
Marguerite Harl fait ses études au lycée d'Albi, puis est élève en hypokhâgne. Elle poursuit ses études à la faculté des lettres de Toulouse et prépare l'agrégation féminine de lettres, qu'elle réussit en 1941. Elle est professeure au lycée de filles de Cahors, au lycée Saint-Sernin puis à Saint-Germain-en-Laye en 1949. Elle soutient en 1957 une thèse intitulée Origène et la fonction révélatrice du verbe incarné, sous la direction d'Henri-Irénée Marrou, puis elle est professeure de grec ancien à la faculté des lettres de Paris, de 1958 à 1986. Spécialiste de la patristique et de la langue grecque postclassique, elle a consacré l'essentiel de ses recherches à Philon d'Alexandrie et à la Septante.

## Édition en français de la Septante
Marguerite Harl crée en 1986 aux Éditions du Cerf la collection « La Bible d'Alexandrie », qui publie en volumes séparés une traduction française de la Septante effectuée sous sa direction. Les travaux de Marguerite Harl sur la Septante font référence.

## Publications

### Ouvrages
- La langue de Japhet, Cerf, 1992[7]
- Le déchiffrement du sens : études sur l'herméneutique chrétienne d'Origène à Grégoire de Nysse, Institut d'études augustiniennes, Brépols, 1993  (ISBN 9782851211323)
- La Bible en Sorbonne, ou La revanche d'Érasme, Cerf, 2004[8].
- « L'Europe et les Pères », Connaissance des pères de l'Église, « Vingt ans d'études patristiques dans le monde », mars 2002, no 85.
- Origène d'Alexandrie et la fonction révélatrice du Verbe incarné[9]
- La Bible grecque des Septante : du judaïsme hellénistique au christianisme ancien, avec Gilles Dorival et Olivier Munnich, Éditions du Cerf & Éditions du CNRS, 1994, 368 p.  (ISBN 2-222-04155-4)
- Voix de louange : les cantiques bibliques dans l'Antiquité chrétienne, avec la collaboration d'A. Pietrobelli et B. Meynadier, Les Belles lettres, coll. « Anagôgè », 2014, 358 p p.[10].

### Documents sonores
- Émission « Orthodoxie » sur France Culture (13 juillet 2014 et 27 juillet 2014).

### Traductions
- Le Pédagogue de Clément d'Alexandrie, Cerf.